# Edna et Harvey s'évadent
Edna et Harvey s'évadent (Edna bricht aus en version originale) est un jeu vidéo d'aventure graphique point and click développé par Daedalic Entertainment et sorti en 2008 en Allemagne.
Edna et Harvey s'évadent possède une suite nommée Edna and Harvey: Harvey's New Eyes à l'international (Harveys neue Augen dans sa version originale).

## Trame

### Univers
Edna & Harvey: The Breakout est un jeu d'aventure dans la veine des jeux pré-1994 édités par LucasArts et créés avec le moteur de jeu SCUMM. L'écran de jeu affiche un monde cartoon en deux dimensions dans lequel Edna, le personnage jouable, est incarcérée dans un asile psychiatrique. Elle ne se souvient pas des raisons de sa détention, et décide de s'échapper avec l'aide de son fidèle compagnon, une peluche de lapin bleue nommée Harvey.

### Synopsis
Edna se réveille dans une cellule capitonnée avec son lapin en peluche, Harvey, à qui elle parle tout au long du jeu. Elle n'a aucun souvenir de la façon dont elle s'est retrouvée dans la cellule et décide de s'échapper. Elle utilise pour ce faire le conduit de ventilation et piège les employés de l'asile, tout en se liant d'amitié avec les autres pensionnaires de l'établissement. Comme Edna, ils montrent des signes de problèmes neurologiques comme deux personnes coincées dans un pull, un résident essayant de devenir un être divin énergétique et un autre qui peut fabriquer les clés de n'importe quelle serrure.[réf. nécessaire]
Tout en s'échappant, Edna décide de blanchir le nom de son père, condamné pour le meurtre du fils du propriétaire de l'asile, le Dr Marcel. Harvey donne alors à Edna la possibilité de revivre certains événements de son passé, appelés « Tempophasage », et lui permettant de résoudre des énigmes une fois revenue dans le présent.
Avec trois autres détenus, Edna réussit à s'échapper de l'asile avec la voiture du Dr Marcel. Cependant, un accident les contraint à continuer leur chemin chacun de son côté. Edna parvient finalement à retrouver sa maison, et après quelques énigmes, un dernier tempophasage lui dévoile la vérité : c'est elle qui a poussé le fils du Dr Marcel dans les escaliers, son père endossant la responsabilité du crime. Le Dr Marcel arrive alors et demande à Edna de revenir avec lui, afin qu'il puisse effacer sa mémoire comme son père le lui avait demandé. Servant d'objet transitionnel, Harvey a conservé une partie des souvenirs d'Edna et l'a toujours protégée de la triste vérité.
La jeune fille se retrouve à choisir entre deux options : détruire Harvey et effacer sa mémoire, ou écouter Harvey et pousser le Docteur dans les escaliers comme son fils avant lui. Si elle écoute le Dr Marcel, elle coupe Harvey en morceaux avec des ciseaux, est renommée et se voit confier des tâches ménagères à faire pour le reste de sa vie. Si elle écoute Harvey, elle renverse le Dr Marcel dans l'escalier avec le maillet de son bureau et on n'entend plus jamais parler d'Edna, le seul indice de son sort étant les restes de Harvey retrouvés, plus tard, au bord de l'océan.

## Système de jeu
Edna & Harvey s'évadent suit les codes classiques du point and click et met en place un système d'inventaire et une roue d'actions. Edna & Harvey parcourent donc des tableaux contenant des objets et des personnages sur lesquels il est possible de cliquer : la roue d'actions s'affiche et permet d'observer, d'activer, de prendre, de communiquer et de combiner. Si Edna ramasse un objet, elle le place automatiquement dans son inventaire, une barre située en bas de l'écran (dans le coin inférieur droit dans la version Anniversary) et peut alors l'utiliser avec d'autres éléments, ou combiner deux objets ensemble afin de créer un nouvel élément et ainsi progresser dans l'histoire.
Lorsque le joueur tente de combiner des objets/effets les uns avec les autres, chaque combinaison produit une réponse différente, contrairement aux autres jeux de ce type où une combinaison incorrecte résulte en une phrase-type "Pourquoi devrait-on faire ça ?".

## Développement et réalisation
Le jeu était à l'origine un projet universitaire de Jan Müller-Michaelis (alias Poki), co-donfateur des studios Daedalic Entertainment.[réf. nécessaire]
Jan Müller-Michaelis a créé son propre moteur de jeu en utilisant une implémentation en Java.
D'après Carsten Fichtelmann, directeur artistique à Daedalic Entertainment, Valve rejeta à trois reprises Edna & Harvey et A New Beginning de sa plateforme Steam au motif "que leur public cible ne se souciait pas du jeu". Cependant, Daedalic réussit à rencontrer son public sur la plateforme.

## Versions
Originellement paru en 2008 en Allemagne, le jeu a été édité en France trois ans plus tard, en juin 2011.
Une version remastérisée, Edna & Harvey s’évadent – The Anniversary Edition, est publiée le 17 juin 2020. Cette nouvelle version inclut un doublage anglais retravaillé, l'ajout de sous-titres en plusieurs langues (dont le français), une refonte graphique complète et la refonte du système d'inventaire et d'interactions.

## Accueil
Le jeu a été accueilli de manière diverse par les différentes critiques, recevant une note moyenne de 82 % selon MobyGames mais de seulement 57 % selon GameRankings.